# Philosepedon orientalis
Philosepedon orientalis är en tvåvingeart som beskrevs av Wagner 1981. Philosepedon orientalis ingår i släktet Philosepedon och familjen fjärilsmyggor. Inga underarter finns listade i Catalogue of Life.